# Yo Mama
Pour plus de détails, voir Fiche technique et Distribution.
Yo Mama est une comédie française réalisée par Leïla Sy et Amadou Mariko et sortie en 2023.

## Synopsis
Affolées par le clip de rap de leurs fils de 11 ans, trois mères de famille décident de se lancer à leur tour dans le rap avec un clip explosif dans le but de rétablir la communication au sein de leur foyer. Contre toute attente, les trois meilleures amies rencontrent un succès retentissant mais vont vite être dépassées par ce monde dont elles ignorent les codes et leur soudaine notoriété.

## Fiche technique
Sauf indication contraire, les informations mentionnées dans cette section peuvent être confirmées par les bases de données cinématographiques IMDb et Allociné,  présentes dans la section « Liens externes ».
- Titre original : Yo Mama
- Réalisation : Leïla Sy et Amadou Mariko
- Scénario : Amadou Mariko
- Musique : Béa Bonnefoi
- Décors : Clara Labbé
- Costumes : Yasmine Akkaz
- Photographie : Benjamin Ramalho
- Montage : Maël Lenoir
- Son : Jean-Christophe Lion
- Production : Jean-Pascal Zadi
  - Producteur exécutif : Marc Vade
  - Producteur délégué : Sidonie Dumas et Camille Moulonguet
  - Producteur associé : Rémi Cervoni
- Sociétés de production : Gaumont Production et Douze Doigts Productions
- Sociétés de distribution : Gaumont Distribution
- Pays de production :  France
- Langue originale : français
- Format : couleur — 2,35:1
- Genre : Comédie
- Budget : 6,5 millions d'€
- Durée : 97 minutes
- Dates de sortie :
  - France : 5 juillet 2023

## Distribution
Sauf indication contraire ou complémentaire, les informations mentionnées dans cette section proviennent du générique de fin de l'œuvre audiovisuelle présentée ici.
- Claudia Tagbo : Fanta
- Zaho : Samira
- Sophie-Marie Larrouy : Amandine
- Yanis Salliot : Kevin
- Jean-Pascal Zadi : Dozingo
- Abdelmadjid Guemri : Ryan
- Diamadoua Sissoko : Souleyman
- Olivia Kuy : Nnebo
- Stomy Bugsy : le maire
- Bintou Ba : Maryam[1],[2]
- Johanna Boyer : Thierry